# Tiếng Tswana
| 0–20% 20–40% 40–60% |  | 60–80% 80–100% |

Phân bố địa lý của Setswana tại Nam Phi: tỉ lệ lượng người nói Setswana tại nhà.

Tiếng Tswana (tên bản địa: Setswana) là một ngôn ngữ được nói tại khu vực Nam Phi bởi hơn năm triệu người. Đây là một ngôn ngữ Bantu thuộc về ngữ hệ Niger-Congo, chính xác hơn là trong nhóm ngôn ngữ Sotho-Tswana, nó có quan hệ gần gũi với tiếng Bắc và Nam Sotho, cũng như tiếng Kgalagadi và tiếng Lozi.
Tiếng Tswana là một ngôn ngữ chính thức và là lingua franca của Botswana. Phần lớn người nói Tswana sống tại miền bắc Nam Phi (hơn bốn triệu người). Một dạng tiếng Tswana, tên Pretoria Sotho, được sử dụng trong các đô thị vùng này. Hai tỉnh của Nam Phi với lượng người nói lớn nhất là Gauteng (khoảng 11%) và Tây Bắc (hơn 63%). Dù tiếng Tswana thường được bắt gặp ở Nam Phi và Botswana, một lượng nhỏ người nói cũng sống tại Zimbabwe (không biết chính xác) và Namibia (10.000 người).

## Âm vị

### Nguyên âm
Bảng dưới là các nguyên âm trong tiếng Tswana.
|          | Trước   | Sau     |
| Đóng     | ⟨i⟩ /i/ | ⟨u⟩ /u/ |
| Gần đóng | ⟨e⟩ /ɪ/ | ⟨o⟩ /ʊ/ |
| Nửa mở   | ⟨ê⟩ /ɛ/ | ⟨ô⟩ /ɔ/ |
| Mở       | ⟨a⟩ /a/ | ⟨a⟩ /a/ |

Vài phương ngữ có thêm hai nguyên âm, hai nguyên âm nửa đóng /e/ và /o/.

### Phụ âm
Bảng dưới là các phụ âm tiếng Tswana.
|          |               | Môi             | Chân răng       | Chân răng   | Sau chân răng      | Vòm      | Vòm mềm   | Lưỡi gà   | Thanh hầu |
| Giữa     | Bên           | Môi             |                 |             | Sau chân răng      | Vòm      | Vòm mềm   | Lưỡi gà   | Thanh hầu |
| -------- | ------------- | --------------- | --------------- | ----------- | ------------------ | -------- | --------- | --------- | --------- |
| Mũi      | Mũi           | ⟨m⟩ /m/         | ⟨n⟩ /n/         |             |                    | ⟨ny⟩ /ɲ/ | ⟨ng⟩ /ŋ/  |           |           |
| Tắc      | Không bật hơi | ⟨p⟩ ⟨b⟩ /p/ /b/ | ⟨t⟩ ⟨d⟩ /t/ /d/ |             |                    |          | ⟨k⟩ /k/   |           |           |
| Tắc      | Bật hơi       | ⟨ph⟩ /pʰ/       | ⟨th⟩ /tʰ/       |             |                    |          | ⟨kh⟩ /kʰ/ | ⟨kg⟩ /qʰ/ |           |
| Tắc sát  | Không bật hơi |                 | ⟨ts⟩ /ts/       | ⟨tl⟩ /tɬ/   | ⟨tš⟩ ⟨j⟩ /tʃ/ /dʒ/ |          |           |           |           |
| Tắc sát  | Bật hơi       |                 | ⟨tsh⟩ /tsʰ/     | ⟨tlh⟩ /tɬʰ/ | ⟨tšh⟩ /tʃʰ/        |          |           |           |           |
| Sát      | Sát           | ⟨f⟩ /f/         | ⟨s⟩ /s/         |             | ⟨š⟩ /ʃ/            |          |           | ⟨g⟩ /χ/   | ⟨h⟩ /h/   |
| Trill    | Trill         |                 | ⟨r⟩ /r/         |             |                    |          |           |           |           |
| Tiếp cận | Tiếp cận      | ⟨w⟩ /w/         |                 | ⟨l⟩ /l/     |                    | ⟨y⟩ /j/  |           |           |           |

Phụ âm /d/ đơn giản là tha âm vị của /l/ khi theo sau là nguyên âm /i/ hay /u/.
Tiếng Tswana cũng có ba phụ âm "click", nhưng chỉ được dùng trong thán từ hay từ tượng thanh, và xu hướng chỉ được dùng bởi những thế hệ trước. Ba phụ âm là âm click âm răng /ǀ/, được thể hiện bằng ký tự ⟨c⟩; âm click bên lưỡi /ǁ/, thể hiện bằng ký tự ⟨x⟩; và âm click vòm miệng /ǃ/, thể hiện bằng ký tự ⟨q⟩.
Có một số biến thể về phụ âm theo phương ngữ. Ví dụ, /χ/ biến thành /x/ hoặc /h/; /f/ biến thành /h/ trong nhiều phương ngữ; /tɬ/ và /tɬʰ/ biến thành /t/ và /tʰ/ ở những phương ngữ bắc.

### Thanh điệu
Tiếng Tswana có hai thanh, cao và thấp, thanh thấp thường gặp hơn nhiều so với thanh cao. Thanh điệu không được viết ra hay ký hiệu nên có thể dẫn đến sự lưỡng nghĩa.
go bua /χʊ búa/ "nói"
go bua /χʊ bua/ "lột da (một) con vật"
o bua Setswana /ʊ́búa setswána/ "Anh ta nói Setswana"
o bua Setswana /ʊbúa setswána/ "Bạn nói Setswana"
Một điểm quan trọng là sự "mở rộng" của thanh cao. Nếu một âm tiết có thanh cao, hai âm tiết đứng sau nó cũng có thanh cao, trừ khi nó đã là âm tiết cuối hoặc áp cuối.
simolola /símʊlʊla/ > /símʊ́lʊ́la/ "bắt đầu"
simologêla /símʊlʊχɛla/ > /símʊ́lʊ́χɛla/ "bắt đầu cho/tại"

## Ngữ pháp

### Danh từ
Danh từ trong tiếng Tswana được xếp thành chín lớp danh từ và một phân lớp, mỗi lớp có một tiền tố khác chau. Chín lớp và tiền tố của chúng được thể hiện trong bảng dưới.
| Lớp | Số ít         | Số nhiều              | Đặc điểm                                                  |
| --- | ------------- | --------------------- | --------------------------------------------------------- |
| 1.  | mo-           | ba-                   | Người                                                     |
| 1a. | –             | bô-                   | Tên, họ hàng, động vật                                    |
| 2.  | mo-           | me- ma-               | Hỗn tạp (gồm các phần cơ thể, công cụ, động vật, cây cối) |
| 3.  | le-           | ma-                   | Hỗn tạp (gồm các phần cơ thể, công cụ, động vật, cây cối) |
| 4.  | se-           | di-                   | Hỗn tạp (gồm các phần cơ thể, công cụ, động vật, cây cối) |
| 5.  | n- m- ny- ng- | din- dim- diny- ding- | Chủ yếu là động vật (nhưng cũng hỗn tạp)                  |
| 6.  | lo-           | din- dim- diny- ding- | Hỗn tạp (gồm một số danh từ chỉ tập thể)                  |
| 7.  | bo-           | ma-                   | Danh từ triều tượng                                       |
| 8.  | go-           | go-                   | Dạng vô định của động từ                                  |
| 9.  | fa- go- mo-   | fa- go- mo-           | Trạng từ                                                  |

Một số danh từ có thể thuộc về nhiều nhóm, như nhiều danh từ lớp 1 cũng có thể thuộc lớp 1a, lớp 3, lớp 4, hoặc lớp 5.